# Rodrigo Fierro
Rodrigo Fierro Benítez, M.D., Ph.D., (Ambato, 1930) es un médico, investigador, escritor y político ecuatoriano. Fue ministro de Salud Pública de la República del Ecuador durante el gobierno del abogado Jaime Roldós Aguilera.

## Datos biográficos
Nació en Ambato, Ecuador, el 13 de enero de 1930. Es hijo del Dr. Alcides Fierro Garcés y la Sra. Virginia Benítez Pérez.
Estuvo casado con la francesa Claude Renoy (fallecida en el 2003), con quien tuvo cinco hijos
Es padre de los médicos Juan Francisco (internista-endocrinólogo) y Christian Fierro Renoy (internista-cardiólogo intervencionista); la doctora en economía Virginia Fierro Renoy; Rodrigo y Claudia Fierro Renoy.
Al ser becado por el gobierno de Francisco Franco y haber participado de la academia española, Fierro es un gran hispanista, siempre defendiendo la unidad cultural hispánica, Ha sido presidente del Instituto Ecuatoriano de Cultura Hispánica (IECH) Y su labor en pro de la hispanidad se refleja en varios artículos, libros y notas periodísticas. Es conocida su cita publicada en el diario El Comercio, y replicada en el ABC de Madrid de 22 de noviembre de 1985: "El que un iberoamericano sostenga  que el 12 de octubre de 1492 fue el comienzo de una noche negra, el principio de una historia bochornosa, resulta aberrante (...) A Dios gracias, los españoles, aquellos valientes y desmadrados que llegaron a América y fundieron su sangre con los aborígenes, son nuestros antepasados...

## Estudios académicos
Luego de graduarse en el Instituto Nacional Mejía de Quito, inició sus estudios de medicina en la Universidad Central del Ecuador. Obtuvo una beca del Instituto de Cultura Hispánica, para concluir sus estudios de medicina en la Universidad de Madrid. En España fue alumno del eminente humanista y médico endocrinólogo español, doctor Gregorio Marañón de quien adquirió su gusto por la endocrinología. Posteriormente hizo estudios de especialización en Estados Unidos, España, Italia, y Canadá. 
Es pionero de la endocrinología y la medicina nuclear en el Ecuador. En Italia hizo un curso de medicina nuclear. Obtuvo una beca de investigación en la unidad de tiroides de la Universidad de Harvard, en Estados Unidos. Obtuvo su título de PhD en la Universidad (referencia requerida)

## Carrera profesional
Ha sido catedrático universitario, escritor, articulista de opinión del Diario "El Comercio", conferencista, Director del Centro de Aplicaciones Biomédicas del Instituto de Ciencias Nucleares de la Escuela Politécnica Nacional (EPN). También es Consultor Científico del área de salud de la Universidad Andina "Simón Bolívar" (sede Quito).
Es profesor principal de la Facultad de Medicina de la Universidad Central del Ecuador. En 1963 inició la cátedra de endocrinología en la Facultad de Medicina del Universidad Central, donde ha llevado adelante la investigación sobre el efecto de la deficiencia de yodo y la malnutrición en la población rural de la Sierra ecuatoriana.
Sus estudios sobre la biopatología alto-andina han sido registrados en la bibliografía científica internacional, en los campos de la endocrinología, la nutrición, la medicina nuclear, y la historia de la medicina.
Ha publicado extensamente sobre el bocio endémico, que se deriva de deficiencias de yodo y la malnutrición. Abogó por la incorporación del yodo en la sal de consumo doméstico en el Ecuador, y difundió la importancia del yodo para evitar el bocio y el cretinismo endémicos. 
También ha atendido en su consultorio médico, enfocado en la endocrinología y medicina interna.
Fue Presidente de la Academia Ecuatoriana de Medicina. Ha publicado un centenar de artículos en revistas científicas del país y del exterior; es autor de cinco libros publicados en el Ecuador y coautor de diez libros publicados en Europa y Estados Unidos. Ha presentado comunicaciones en reuniones científicas internacionales, y ha dictado conferencias en Norteamérica, Latinoamérica, Europa y Asia. Es miembro de sociedades científicas y culturales de Estados Unidos, Latinoamérica y Europa.
Luego de ser Ministro de Salud Pública en el gobierno de Jaime Roldós Aguilera, fue profesor principal e investigador invitado de la Universidad de Chicago, para investigar los efectos de la alimentación alto-andina en la corteza cerebral y el desarrollo neurológico.

## Honores y premios
Obtuvo el premio a la mejor investigación en medicina social del Instituto Franklin de Estados Unidos. 
Recibió el Premio Nacional "Eugenio Espejo" por sus contribuciones a la ciencia en el 2001.  Recibió el Gran Collar San Francisco de Quito del Municipio de Quito en diciembre del 2008.

## Arresto
Como consecuencia de una columna de opinión publicada en el Diario "El Comercio", titulada "Febres Cordero en su sitio", sobre el expresidente León Febres-Cordero y sus hermanos, fue condenado a seis meses de prisión, que luego fueron reducidos a un mes de "arresto domiciliario".  Recibió el apoyo generalizado de los medios de comunicación y los sectores de centro e izquierda del Ecuador, en defensa de su libertad de expresión.